# Jacobus Gallus
Jacobus Gallus Carniolus (Jacob Handl ou Jacob Handl-Gallus) (3 de julho de 1550 – 18 de julho de 1591) Foi um compositor tardio renascentista de origem eslovena. Nascido no que é hoje Carniola, Eslovénia, fêz parte do Sacro Império Romano dos Habsburgo, da Áustria viveu e trabalhou na Boémia e Morávia durante a última década de sua vida.

## Vida
Gallus, nascido com o nome de Jakob Petelin. significa "Galo" e Handl e Gallus diz-se em alemão e latim, respectivamente. Nasceu em Reifnitz, Carniola (agora Ribnica), Eslovénia. Ele usou a forma latina do seu nome, para a qual frequentemente acrescentava o adjetivo Carniolus, homenagem à sua terra natal, foi educado no mosteiro cisterciense em Stična.
Deixou a Áustria algures entre 1564 e 1566, e posteriormente, a Boêmia, Morávia e Silésia. Durante algum tempo viveu na abadia beneditina Melk na Baixa Áustria. Foi choirmaster (Kapellmeister) do bispo de Olmütz, Morávia entre 1579 e 1585. Após 1585 trabalhou como organista em Praga para a igreja de Santo Jan na Zábradlí.
Morreu em 18 de julho de 1591, em Praga.
Gallus representou a Contra-Reforma na Boémia, misturando o estilo polifônico da Alta Renascença, Escola franco-flamenga com o estilo do Venetian School. Sua produção foi extremamente prolífica: mais de quinhentas obras têm-lhe sido atribuídas.
Seu trabalho mais notável é Opus musicum, 1577, uma coleção de 374 motets que acabaria por cobrir as necessidades de toda a liturgia eclesiástica. O moteto O Magnum Mysterium desde o primeiro volume (impresso em 1586), abrange o período compreendido entre o primeiro domingo do Advento á Septuagesima. Este moteto para 8 vozes mostra a influência do estilo policoral veneziano.